# Jörg H. Trauboth
Jörg H. Trauboth (* 1943 in Königs Wusterhausen) ist ein deutscher Autor, international tätiger Krisenmanager und ehemaliger Generalstabsoffizier der Luftwaffe, zuletzt im Dienstgrad eines Obersts.

## Leben
Jörg H. Trauboth wurde während des Zweiten Weltkriegs 1943 in Königs Wusterhausen (bei Berlin) als drittes von fünf Kindern geboren. 1945 floh die Familie in die Britische Besatzungszone. Dort ließ sich sein Vater, der promovierte Mediziner Helmut Trauboth, im selben Jahr als praktischer Arzt und Geburtshelfer in Wewelsburg, Kreis Büren und 1956 in Bielefeld nieder. Jörg H. Trauboth besuchte zunächst die Falk-Realschule in Bielefeld und machte 1965 auf der Friedrich von Bodelschwingh Schule in Bethel das Abitur.
Fast 30 Jahre lang war Trauboth als aktiver Soldat für die Bundeswehr tätig, unter anderem als Waffensystemoffizier auf Phantom- und Tornado-Maschinen. Er absolvierte den Generalstabslehrgang in Hamburg-Blankenese und das NATO Defense College in Rom. Im NATO-Hauptquartier repräsentierte er Deutschland im Bereich Intelligence und Krisenmanagement.
Nachdem Trauboth im Alter von 50 Jahren vorzeitig den Dienst quittiert hatte, wurde er von der Londoner Firma Control Risks Group zum Special Risk Consultant im internationalen Krisenmanagement ausgebildet und zur „Bewältigung von Erpressungs- und Entführungslagen in Kolumbien, Mexiko, Brasilien und Russland eingesetzt.“ 1997 gründete er die Trauboth Risk Management GmbH in Sankt Augustin und war in der Folge auch als Krisenberater für betroffene Familien bei der „Bundesregierung tätig, wenn deutsche Staatsbürger im Ausland verschleppt wurden.“ Des Weiteren war er Präsident der Europäischen Akademie für Krise & Management in Wien.
Einem breiteren Publikum ist Trauboth als TV-Experte bei internationalen Krisensituationen für Phoenix und verschiedene Regionalsender der ARD bekannt. Seine Kenntnisse und Erfahrungen als global tätiger Krisenmanager verarbeitete er in einem 2002 im Boorberg Verlag erschienenen Fachbuch zum Thema Krisenmanagement in Unternehmen, von dem 2016 und im Mai 2022 unter Mitautorenschaft weiterer Fachmänner umfassend überarbeitete Neuauflagen erschienen sind, als dessen Herausgeber Trauboth fungiert. 
2015 erschien sein erster Roman, der Polit-Thriller Drei Brüder, der als Docu-Fiction über islamistischen Terror seine Erlebnisse in einem fiktionalen Rahmen widerspiegelt. 2018 erschien der Roman in überarbeiteter Neuauflage und in englischer Übersetzung. Im März 2019 folgte mit Operation Jerusalem sein zweiter Roman als Fortsetzung der Drei Brüder und im Februar 2020 mit Omega der dritte Band der Trilogie.
Im Februar 2021 erschien mit Jakobs Weg Trauboths vierter Roman und erster Krimi. Zentrales Thema des Buches ist sexueller Kindesmissbrauch in einem elitären Internat. Im April 2022 folgte die Novelle  Bonjour, Saint - Ex!. Zentrales Thema ist eine mystische Begegnung des Schriftstellers Antoine de Saint-Exupéry mit einem deutschen Piloten in der Luft achtzig Jahre nach dem Verschwinden des Schriftstellers. Im September 2023 setzte Trauboth die Polit-Thriller-Reihe mit einem 4. Roman fort: ZarenTod - Das Ende des Präsidenten. Russische Oligarchen planen, den paranoiden russischen Präsidenten Iwan II umzubringen. Hierbei kommt der Protagonist der Trilogie, Marc Anderson, wieder zum Einsatz. Der Roman spielt in der aktuellen sicherheitspolitischen Welt mit fiktiven Personen und Handlungen.
Trauboths Vita nahmen verschiedene Rundfunk-Sendungen wie Eins zu Eins. Der Talk im Bayerischen Rundfunk, Leute im SWR oder die Gesprächszeit auf Bremen Zwei zum Anlass für ein Lebensporträt über den Piloten, Krisenmanager, Autor und Notfallseelsorger.
Jörg H. Trauboth lebt mit seiner Frau, mit der er zwei Söhne und drei Enkel hat, in der Nähe von Bonn. Er ist ehrenamtlicher Notfallseelsorger in Bonn/Rhein-Sieg und Mitglied des Kriseninterventionsteams (KIT) des Auswärtigen Amtes bei der Feuerwehr Bonn.

## Werke

### Sachbücher
- Krisenmanagement bei Unternehmensbedrohungen: Präventions- und Bewältigungsstrategien. Boorberg, Stuttgart 2002, ISBN 3-415-03036-9.
- Als Herausgeber: Krisenmanagement in Unternehmen und öffentlichen Einrichtungen. Boorberg, Stuttgart 2016, ISBN 978-3-415-05517-9.
  - überarbeitete Neuauflage unter gleichbleibendem Titel: Boorberg, Stuttgart 2022, ISBN 978-3-415-07170-4.

### Belletristik
Politthriller-Reihe (Marc Anderson)
- Drei Brüder: Docu-Fiction. RatioBooks, Lohmar 2015, ISBN 978-3-939829-53-9.
  - Drei Brüder: Ein Deutschland-Thriller. Aktualisierte, völlig überarbeitete Auflage. Lohmar 2016, ISBN 978-3-939829-64-5.
- Operation Jerusalem. RatioBooks, Lohmar 2019, ISBN 978-3-96136-052-9.
- Omega. RatioBooks, Lohmar 2020, ISBN 978-3-96136-067-3.
- ZarenTod - Das Ende des Präsidenten. RatioBooks, Lohmar 2023, ISBN 978-3-96136-173-1

Weiteres
- Jakobs Weg. RatioBooks, Lohmar 2021, ISBN 978-3-96136-095-6.
- Bonjour, Saint-Ex!. RatioBooks, Lohmar 2022, ISBN 978-3-96136-136-6